# 汽车经销商
汽车经销商通常指面向大众销售新车或二手車的经销商。部分汽车经销商同时也依靠提供售后服务，汽车金融衍生品等盈利。

## 中国大陆
在中国大陆，汽车经销商常被称为4S店。4S店是指集汽车销售、维修、配件和資訊服务为一体的销售店。4S店是一种以“四位一体”为核心的汽车特许经营模式，包括整车销售、零配件、售后服务、信息反馈（Sale, Spare Part, Service, Survey）。